# Heterobranchus longifilis
Heterobranchus longifilis är en fiskart som beskrevs av Valenciennes, 1840. Heterobranchus longifilis ingår i släktet Heterobranchus och familjen Clariidae. IUCN kategoriserar arten globalt som livskraftig. Inga underarter finns listade i Catalogue of Life.